# Fareham
Le bourg de Fareham, situé dans le sud-est du Hampshire, en Angleterre, entre les villes de Southampton et de Portsmouth, à peu près dans le centre de la conurbation sud du Hampshire donne son nom à la municipalité comprenant la ville et la région environnante.
Au sud de la ville se trouve Gosport, à l'est Portchester et au nord, l'autoroute M27 et Wickham. À l'ouest se trouvent Titchfield (en), Catisfield (en) et les "Western Wards" de la Lock Heath, Warsash (en) et Whiteley.
Fareham fut surtout connu pour son industrie de la glaise, sa production de briques, de tuiles et de mitres de cheminée. Ce passé est commémoré par les noms d'endroit comme la Kiln Road (littéralement, la Route du Four). L'exemple le plus célèbre de monument construit en « briques rouges de Fareham » est probablement le Royal Albert Hall de Londres. Actuellement, la principale activité économique de la ville est la vente au détail qui emploie près de 15 % de la population locale. Fareham est aussi devenu une destination de choix pour les centres d'appels d'affaires et un bon nombre de banques du Royaume-Uni s'y sont installées. Adecco, une agence de recrutement, a déclaré que Fareham était le second plus grand centre d'appels de tout le Royaume-Uni.  
Fareham est situé à l'extrême nord-ouest du port de Portsmouth qui rejoint la rivière Wallington. De petites industries y fonctionnent toujours, reflétant le passé maritime de Fareham. La Royal Navy est très présente dans la ville car il s'y trouve la Maritime Warfare School, qui entraîne environ 2 000 Anglais et forme des marins.

## Histoire
Les fouilles archéologiques autour de la vieille Grande rue de la ville et l'église de Saint-Peter et Paul, sur le golfe de Wallington ont mis en évidence le colonialisme et l'occupation romaine. Pourtant, aucune extension du programme d'investigation n'a été possible, en raison de la nature historique des bâtiments de la région. La ville a permis de reconnaitre et de documenter l'histoire de la Conquête normande de l'Angleterre. Connue à l'origine sous le nom de Ferneham (aujourd'hui, ce nom est devenu celui de la salle de fête de la ville, le Hall Ferneham) sa situation était à l'origine déterminée par le détroit du ruisseau de Fareham, au nord du port de Portsmouth. Ce détroit était aussi l'emplacement des moulins de l'Évêque de Winchester; les fondations de ces moulins sont associées à la route nationale A27, et sont surplombées par le chemin de fer du viaduc. L'activité commerciale du port continua jusque dans les années 1970 et se prolonge encore de nos jours à moindre échelle. Au début du XXe siècle, Fareham s'est convertie en une importante ville-marché.
Dans les années 1960, Fareham connait un important développement dû au fait que la ville fait partie du plan d'expansion du sud du Hampshire. L'idée était de créer plusieurs centaines de maisons pour loger les personnes voulant quitter le centre-ville des grandes agglomérations de Portsmouth et de Southampton. C'est pendant cette période que les vastes quartiers de maisons de Hill Park, Miller Drive et encore plus de Portchester sont apparus jusqu'à ce qu'ils puissent rejoindre les communautés urbaines de Portsmouth, au centre de la ville, jusqu'à Southampton. Par la suite, Fareham s'est étendu jusqu'à recouvrir la plupart des villages comme Funtley, Tichfield, Catisfield et Portchester. Fareham a maintenant atteint un stade final de développement en tant que ville. De plus en plus de personnes s'installent dans les nombreuses maisons pourvues de terrains plus grands que ceux des villes alentour.
À la fin des années 1990, le règlement Whiteley entre les villes de Fareham et de Winchester est instauré au nord de Jonction 9 de l'autoroute M27. Le nouveau développement est essentiellement résidentiel mais il prévoit aussi l'extension du Solent Business Park et la construction d'un centre commercial moderne : le « Whiteley Village ». Ce dernier comprend un certain nombre de boutiques qui auront pour vocation d'attirer les clients de tout le sud du Hampshire. Une initiative de rénovation de la ville a commencé en 1999, avec la rénovation du centre-ville et d'un certain nombre de bâtiments historique pour intégrer un nouveau lieu de vente et de divertissement. Il a déjà accueilli le plus grand un parc de sculptures en fer d'Europe en 2001, pour célébrer le travail du pionnier dans le domaine du fer et natif de Fareham, Henry Cort. Henry Cort a aussi donné son nom à une école, la « The Henry Cort Community College »

## Éducation
Le bourg de Fareham est le foyer de trois établissements :
- Cams Hill School
- The Henry Cort Community College
- Neville Lovett Community School

## Transports
Fareham est desservie par une grande route et un important réseau ferroviaire. L'autoroute M27 passe au Nord de Fareham, et est la principale artère du trafic de la région. Elle permet un accès simple à la fois vers Portsmouth et Southampton et par ce biais, vers Londres via l'autoroute M3 et A3. 

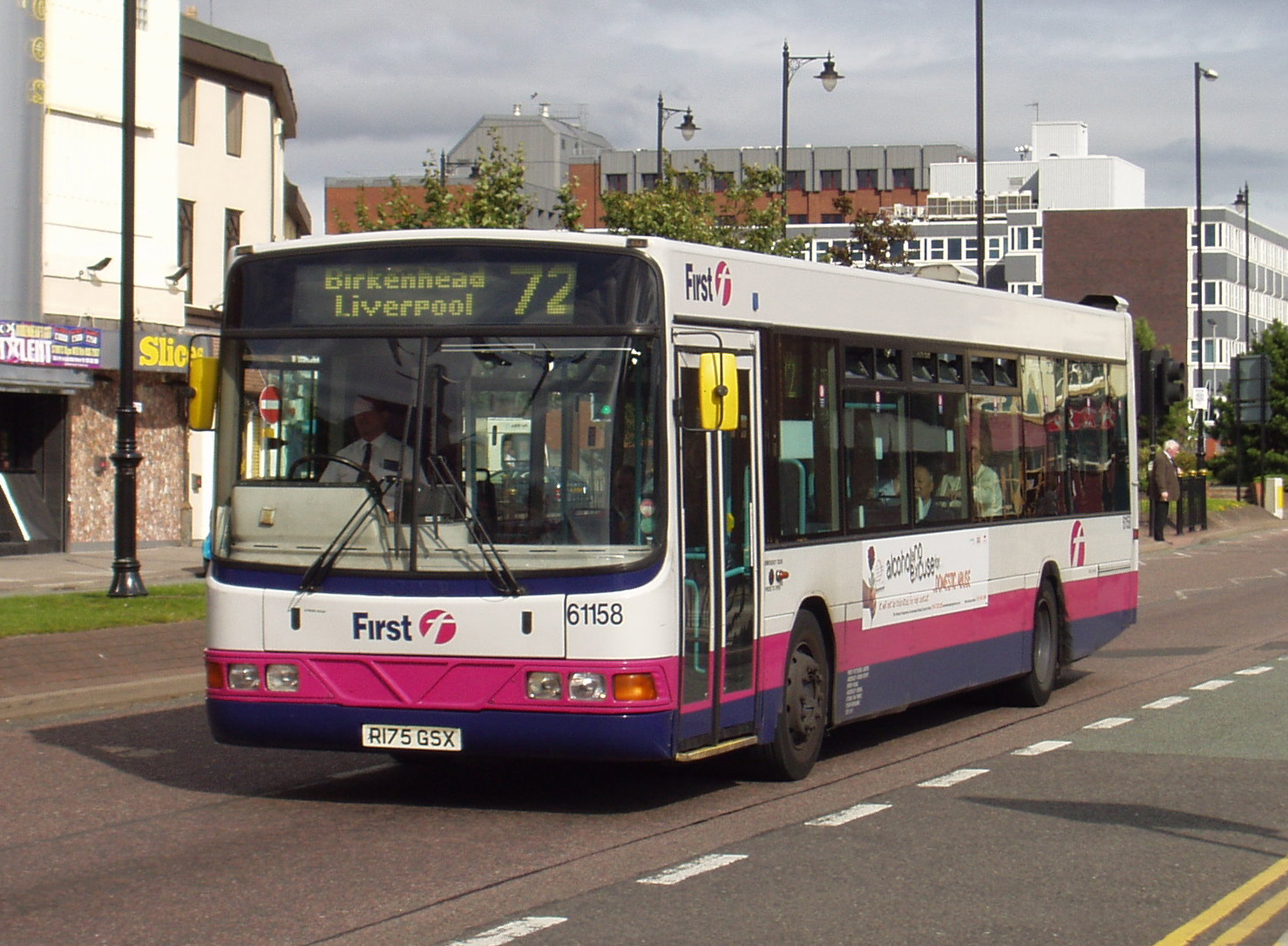
Un bus de la société First, au centre-ville de Birkenhead

L'autoroute A27 était à l'origine la seule route qui permettait l'accès à la côte Sud avant la construction de la M27 et permettait de se rendre de Brighton à Southampton en passant par le centre de Fareham. La A32 coupe par le nord de Fareham pour aller vers Wickham et ensuite traverser la Meon Valley pour se rendre à Alton. Enfin, la A31 est le chemin le plus lent pour arriver à Londres.
La gare de Fareham est située sur la West Coastway Line et propose un service rapide pour se rendre à Portsmouth, Southampton ou encore Bournemouth, Cardiff et Londres. Depuis 1953, elle permet aussi aux passagers de se rendre dans le sud du Gosport. La construction  de la ligne Gosport a été proposée pour le développement du transport en commun mais le projet a été abandonné à cause des prix impliqués.
Les transports en commun de la ville sont gérés par la société First Hampshire & Dorset (en), qui gère quasiment toutes les lignes de bus de la région, allant aussi loin que Winchester. La principale gare routière est située à côté du Market Quaty. Elle remplace une station plus ancienne, détruite à la fin des années 1980. Les taxis sont également abondants et peuvent généralement être trouvés à l'extérieur du centre commercial ou encore autour de la gare.

## Lieux touristiques
La ville de Fareham a récemment développé plusieurs attractions touristiques afin d'attirer des nombreux visiteurs. On peut admirer dans l'ancienne Grand'Rue des bâtiments de l'Architecture georgienne ainsi que de nombreuses boutiques et restaurants. Le centre ville a aussi été restauré et modernisé grâce à la récente ouverture du Market Quay (quai marchand), d'un cinéma et d'une boîte de nuit. Un théâtre, le Ferneham Hall, accueil des spectacles de qualité et des spectateurs venus de la ville et même de toute la région.
À voir aussi dans la région :
- Le Royal Armouries Museum (le musée de l'armurerie royale, exposant des armes et armures)
- Le musée de l'Aéroglisseur de Lee-on-the-Solent
- Le Portchester Castle
- L'abbaye de Tichfield
- Westbury Manor Museum (il retrace l'histoire de la ville à travers des écrits, tableaux et des photos)
- La colline de Portsdown (elle offre une vue remarquable sur la ville de Portsmouth)

## Jumelage
- Pulheim en Allemagne
- Vannes en France

## Personnalités associées à Fareham
- William Randal Cremer, né à Fareham
- Robert Goddard, auteur
- Sir John Goss (en), compositeur
- Tom Oliver (en), acteur, plus connu pour avoir joué le rôle de "Lou Carpenter" dans le Australian soap opera Neighbours, a grandi à Fareham
- Kevin Pressman, gardien de but dans le Sheffield Wednesday Football Club, né à Fareham

### Source
- (en) Cet article est partiellement ou en totalité issu de l’article de Wikipédia en anglais intitulé « Fareham » (voir la liste des auteurs).